# Ron Lalonde
Ronald Leo „Ron“ Lalonde (* 30. Oktober 1952 in Toronto, Ontario) ist ein ehemaliger kanadischer Eishockeyspieler, der im Verlauf seiner aktiven Karriere zwischen 1970 und 1981 unter anderem 397 Spiele für die Pittsburgh Penguins und Washington Capitals in der National Hockey League (NHL) auf der Position des Centers bestritten hat. Seinen größten Karriereerfolg feierte Lalonde jedoch in Diensten der Hershey Bears mit dem Gewinn des Calder Cups der American Hockey League (AHL) im Jahr 1980.

## Karriere
Lalonde verbrachte seine Juniorenzeit zwischen 1970 und 1972 bei den Peterborough Petes in der Ontario Hockey Association (OHA). Mit der Mannschaft gewann der Stürmer in der Saison 1971/72 den J. Ross Robertson Cup, die Meisterschaftstrophäe der OHA. Dadurch nahmen die Petes auch am prestigeträchtigen Memorial Cup teil, den sie zwar nicht gewinnen konnte, Lalonde jedoch mit drei Toren in ebenso vielen Spielen der beste Torschütze des Turniers wurde. Anschließend wurde er im NHL Amateur Draft 1972 in der vierten Runde an 56. Stelle von den Pittsburgh Penguins aus der National Hockey League (NHL) ausgewählt.
Bereits im darauffolgenden Spätsommer 1972 wurde der Kanadier von den Pittsburgh Penguins unter Vertrag genommen. Er verbrachte den Großteil der Saison 1972/73 aber beim Farmteam Hershey Bears in der American Hockey League (AHL), nachdem er zum Saisonstart noch im NHL-Aufgebot der Penguins gestanden hatte und dort sieben seiner neun NHL-Einsätze in seinem ersten Jahr als Profi absolviert hatte. Ab dem Beginn des Spieljahres 1972/74 war Lalonde Stammspieler in Pittsburgh und fungierte in der Saison 1974/75 als einer der Assistenzkapitäne. Aus diesem Amt schied er im Dezember 1974 jedoch aus, da er nach einem schwachen Saisonstart mit lediglich drei Torvorlagen in den ersten 24 Saisoneinsätzen im Tausch für Lew Morrison an den Liganeuling Washington Capitals abgegeben wurde. Im Juni 1975 vervollständigte Don Seiling mit seinem Wechsel nach Washington das Transfergeschäft. In Washington war der Angreifer in den folgenden vier Jahren bis zum Ende der Saison 1977/78 Stammspieler. Zu Beginn der folgenden Spielzeit fand sich Lalonde in der AHL wieder, wo zunächst auf Leihbasis für die Binghamton Dusters auflief und anschließend wieder im Kader der Hershey Bears stand, die nun als Farmteam Washingtons fungierten. Lediglich im Januar 1979 stand der Offensivspieler über einen längeren Zeitraum im NHL-Kader der Hauptstädter.
Nachdem Lalonde die Saison 1979/80 komplett in der AHL bei den Hershey Bears verbrachte und mit ihnen am Saisonende den Calder Cup gewonnen hatte, kehrte er dem nordamerikanischen Kontinent im Sommer 1980 den Rücken. Der Mittelstürmer ließ seine Karriere in der Österreichischen Eishockey-Liga (ÖEL) ausklingen. Dort stand er im 28 Begegnungen für den HC Salzburg auf dem Eis, ehe er seine Karriere im nach der Saison im Alter von 29 Jahren für beendet erklärte.

## Erfolge und Auszeichnungen
- 1972 J.-Ross-Robertson-Cup-Gewinn mit den Peterborough Petes
- 1980 Calder-Cup-Gewinn mit den Hershey Bears

## Karrierestatistik
(Legende zur Spielerstatistik: Sp oder GP = absolvierte Spiele; T oder G = erzielte Tore; V oder A = erzielte Assists; Pkt oder Pts = erzielte Scorerpunkte; SM oder PIM = erhaltene Strafminuten; +/− = Plus/Minus-Bilanz; PP = erzielte Überzahltore; SH = erzielte Unterzahltore; GW = erzielte Siegtore; 1 Play-downs/Relegation; Kursiv: Statistik nicht vollständig)